# Mount Phoebe
Mount Phoebe ist ein 1040 m hoher Berg im Südosten der westantarktischen Alexander-I.-Insel. Er ragt zwischen den Kopfenden des Neptun- und des Saturn-Gletschers an der Verbindungsstelle vier radial angeordneter Gebirgskämme auf. Sein abgeflachter Gipfel, der sich 300 m aus den ihn umgebenden Eismassen erhebt, besteht aus Konglomeratgestein.
Erste Luftaufnahmen fertigte der US-amerikanische Polarforscher Lincoln Ellsworth bei einem Überflug am 23. November 1935 an. Diese dienten dem US-amerikanischen Kartographen W. L. G. Joerg für eine Kartierung. Das UK Antarctic Place-Names Committee benannte ihn 1974 in Anlehnung an die Benennung des Saturn-Gletschers nach dem Saturnmond Phoebe.